# Sébastien Thomé
Sébastien Thomé, né vers 1660 et mort le 17 juin 1705 à Lyon, est un peintre français actif à Lyon à partir de 1682.

## Biographie
Il signait Thomé et a été maître des métiers à Lyon en 1702 et en 1704.
Il a épousé Marguerite Fresse, dont il a eu plusieurs enfants, puis Magdelaine d'Harlay, dont il a eu au moins deux filles : Anne, née à Lyon le 14 août 1702 et Marie Anne, mariée en l'église Sainte-Croix à Lyon, le 6 juillet 1704.
En 1700, « Sieur Sébastien Tome, paintre à Lyon, pour satisfaire au susdict édict, déclare qu'il a en son domicilie, sciz en cette ville [de Lyon], rue Saint-Jean, un cabinet racine d'olivier avec ses pommes et suportz dorez, ainsy que sa balustrade au-dessus ; quatre aigles de boys doré ; quatre plaques et deux petiz bras, le tout de carton doré ; deux testes de piastres dorez en cuivre. De laquelle déclaration ledit sieur Tome a requis acte, que nous luy avons octroyé pour servir ce que de raison, jet a signé Thomé », (f° 94 v°).
Il est inhumé le 18 juin 1705 dans le cimetière de l'église Sainte-Croix de Lyon.